# Randolph (Utah)
Pour les articles homonymes, voir Randolph.
La ville de Randolph est le siège du comté de Rich, dans l’État de l’Utah, aux États-Unis. Sa population, qui s’élevait à 464 habitants lors du recensement de 2010, est estimée à 508 habitants en 2019.

## Politique
Lors de l’élection présidentielle américaine de 2004, Randolph a voté à 95,6 % pour George W. Bush, ce qui constitue un record national.

## Source
- (en) Cet article est partiellement ou en totalité issu de l’article de Wikipédia en anglais intitulé « Randolph, Utah » (voir la liste des auteurs).

1. ↑  (en) « Population and Housing Unit Estimates », United States Census Bureau, 24 mai 2020 (consulté le 27 mai 2020)
2. ↑  (en) « Census of Population and Housing », Census.gov (consulté le 4 juin 2015)
3. ↑  (en) « Utah town Bush's No. 1 supporter », sur DeseretNews.com, 4 février 2006 (consulté le 30 juillet 2019).